# Christabel

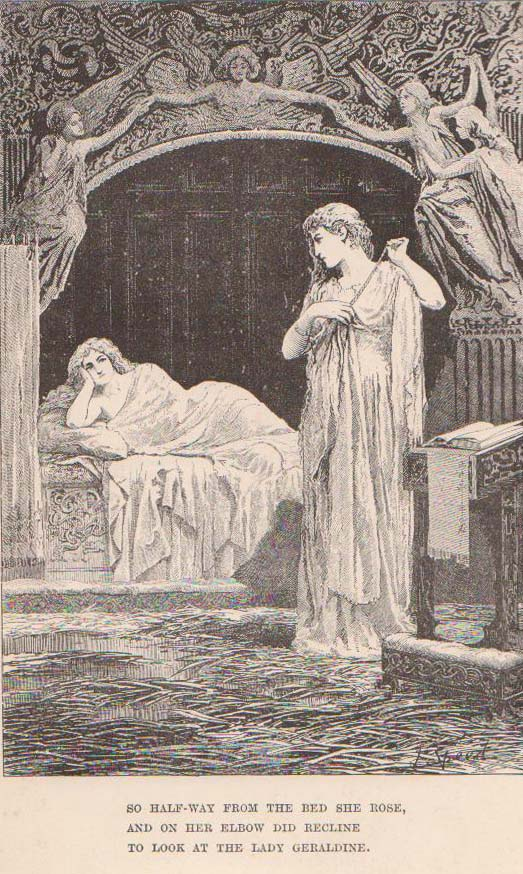
Ilustrações por H. J. Ford e Lancelot Speed, para edição de 1891 do poema.

Capa do filme Christabel (2018)

Christabel é um longo poema narrativo de Samuel Taylor Coleridge, em duas partes. A primeira parte foi supostamente escrita em 1797, e a segunda em 1800. Coleridge planejou três partes adicionais, mas estas nunca foram concluídas. Coleridge preparou para que as duas primeiras partes fossem lançadas na edição de 1800 de Lyrical Ballads, mas a conselho de William Wordsworth foi deixado de fora; a exclusão do poema, juntamente com a sua incapacidade de terminá-lo, deixou Coleridge em dúvida sobre seu poder poético. Foi publicado em um panfleto em 1816, ao lado de Kubla Khan e The Pains of Sleep.
Coleridge destinou escrever Christabel usando um sistema métrico acentual, com base na contagem apenas de acentos: embora o número de sílabas em cada linha pode variar de quatro a doze, o número de acentos por linha nunca se desvia quatro.
Existe também uma adaptação Brasileira intitulada Christabel lançada em festivais em 2018, e nos cinemas em 25 de Fevereiro de 2021; dirigida por Alex Levy-Heller e protagonizado por Milla Fernandez e Lorena Castanheira nos papéis de Christabel e Geraldine. O elenco também conta com a participação de Alexandre Rodrigues como Noivo, interprete de Buscapé no filme de 2002, Cidade de Deus.
O filme é uma adaptação livre do poema e se situa no cerrado brasileiro, conta com 1h 52m, é um filme de drama/romance. Conta a história de Christabel desde sua vida antes de conhecer Geraldine até a construção de relacionamento romântico entre as duas.
O longa está disponível para aluguel no serviço de streaming Amazon Prime Video e na assinatura Looke (serviço de streaming brasileiro).

## Sinopse
A história de Christabel diz respeito a uma personagem feminina central do mesmo nome e seu encontro com uma estranha chamada Geraldine, que afirma ter sido sequestrada de sua casa por um grupo de homens.
Christabel vai para um bosque para orar em uma grande árvore de carvalho, onde ela ouve um barulho estranho. Ao olhar atrás da árvore, ela encontra Geraldine, que diz que ela foi raptada de sua casa por homens a cavalo. Christabel se compadece e leva-la para casa com ela; sinais sobrenaturais (um cachorro latindo, uma chama misteriosa em um incêndio morto) parecem indicar que nem tudo está bem. Elas passam a noite juntas, mas enquanto Geraldine se despe, ela mostra uma marca terrível, mas indefinida: "Contemplar! seu seio e metade seu lado/ Uma visão para sonhar, para não dizer!/ E ela dormir com Christabel!" ( 246-48). Seu pai, Sir Leonino, fica encantado com Geraldine e encomenda uma grande procissão para anunciar seu resgate. O poema inacabado termina aqui.

## Escrita e publicação
Não está claro quando Coleridge começou a escrever o poema que se tornaria Christabel. Presumivelmente, ele preparou-lo a partir de 1797. Durante este tempo, ele estava trabalhando em vários poemas para Lyrical Ballads, um livro em que ele colaborou com William Wordsworth. Christabel não estava completo a tempo para a publicação do livro em 1798, embora ele tenha incluido The Rime of the Ancient Mariner. A primeira parte do poema foi provavelmente concluída este ano, no entanto. Ele continuou a trabalhar na parte II do poema para os próximos três anos e terminou em Greta Hall, em Keswick, para onde se mudara em 1800. Foi também em Keswick onde ele se tornou viciado em ópio. Um ano mais tarde, acrescentou a "Conclusão". O poema é, no entanto, considerado inacabado. Mais tarde, ele observou que ele foi distraído por muitos finais possíveis. Coleridge escreveu: "Eu deveria ter realizado mais cedo o meu ideal [se tivesse sido acabado], do que eu teria feito na minha primeira tentativa."
O poema permaneceu inédito por vários anos. Em seu aniversário, em 1803, ele escreveu em seu bloco de anotações que ele pretendia "terminar Christabel" antes do final do ano, embora ele não iria cumprir seu objetivo. O poema foi publicado pela primeira vez na coleção de três poemas: Christabel; Kubla Khan: A Vision; The Pains of Sleep, pelo John Murray imprensa em 25 de maio de 1816.

## Análise
Tematicamente o poema é uma das construções mais coesas de Coleridge, com a trama narrativa mais explícita do que trabalhos anteriores, como o fragmentado Kubla Khan, que tendem a transcender a compostura tradicional. De fato, em muitos aspectos, a consistência do poema - mais evidentes a partir da formalidade estrutural e rigidez rímica (quatro batidas para cada linha), quando considerado juntamente com o misticismo inflexível da escrita - cria maior justaposição no poema. Entre parênteses, Coleridge descreveu como misticismo e imprecisão em suas notas para The Rime of the Ancient Mariner como "hipnótico", numa tentativa de justificar suas ideias não convencionais como sendo profunda na sua originalidade gritante.
Enquanto alguns críticos modernos concentrar-se nas leituras lésbicas e feministas do poema, uma outra interpretação interessante é a que explora a presença demoníaca que ressalta muito da ação. Geraldine, que inicialmente parece ser uma imagem quase espelho da Christabel, mais tarde é revelada como sendo muito mais complexa, tanto sexualmente e moralmente:

Como aquela que estremeceu, ela desamarrou  O cinto debaixo de seu peito: O robe de seda e colete interior, Caiu a seus pés, e em plena vista, Contemplar! seu seio e metade de seu lado--
Prof. Pinaki Roy ofereceu uma leitura revisionista do poema de Coleridge na sua. "Reinterpreting Geraldine: Wollstonecraft’s ‘New Woman’?". Ele argumenta que Coleridge, que foi inicialmente profundamente influenciado pela filosofia feminista e  estilo de vida vanguardista de Mary Wollstonecraft, poderia ter reexaminado a validade e o âmbito de contratação das propostas de Wollstonecraft na vida diária das mulheres europeias do final do século XVIII.

## Influência
Christabel era uma influência sobre Edgar Allan Poe, particularmente seu poema The Sleeper (1831). Tem sido argumentado que a novela de Joseph Sheridan Le Fanu, Carmilla, foi influenciada por Christabel. A antagonista de Le Fanu, Carmilla tem certas semelhanças com Geraldine de Christabel; por exemplo, ela não pode cruzar o limiar de uma casa, e parece ser mais forte à noite. Da mesma forma, as heroínas das duas obras são semelhantes, tanto Christabel e Laura são órfãs de mãe e que vivem com seus pais viúvos. A presença de Geraldine dá Christabel sintomas semelhantes como Carmilla faz para Laura; ambas as heroínas experimentam sono agitado e fraqueza na parte da manhã, depois de passar a noite com suas hóspedes.
Em 2002, o cineasta experimental James Fotopoulos, lançou uma adaptação cinematográfica de Christabel.
O poema é a inspiração para a canção Cristabel, pelo cantor e compositor texano Robert Earl Keen, que apareceu em seu álbum de 1984, No Kinda Dancer.